# Lago Anten
O Anten (PRONÚNCIA APROXIMADA ánten) é um pequeno lago da Suécia, localizado na comuna de Alingsås na província histórica da Västergötland. Tem uma área de 18 km², uma profundidade máxima de 36 m, e fica situado a 66 m acima do nível do mar.

Está localizado na proximidade da cidade de Alingsås. As suas águas são ricas em peixe, com cerca de 18 espécies, com destaque para a perca.